# Florigen
Florigen ist ein Pflanzenhormon, das durch andere Blütehormone ausgelöst wird und die Blütephase einleitet.
Die Existenz eines solchen Hormons wurde 1936 von Michail Christoforowitsch Tschailachjan (Chailakhyan) postuliert.

## Eigenschaften
Florigen wird abhängig von der Tageslänge in Blättern produziert und anschließend zur Spitze der Sprossachse transportiert. Inzwischen wurde in Arabidopsis thaliana das Gen FLOWERING LOCUS T (FT) entdeckt, das die vermuteten Eigenschaften von Florigen aufweist.
Pflanzen registrieren, ob es gerade Frühling, Sommer oder Herbst ist und wann sie blühen müssen. Der wichtigste Messwert ist dabei die Tageslänge, die von spezialisierten Stoffwechselkreisläufen in den Blättern registriert wird. Stimmt diese und die Sonnenscheindauer bzw. Umgebungstemperatur mit den internen Vorgaben überein, wird das Programm zum Übergang von der vegetativen zur generativen Phase eingeleitet (ein Photoperiodismus).